# ناوچه سبک کلاس بدر
ناوچه سبک کلاس بدر (به انگلیسی: Badr-class corvette) یک کلاس از کشتی‌های جنگی ساخت ایالات متحده آمریکا برای نیروی دریایی عربستان سعودی است. ۴ فروند از این ناوچه‌های سبک ۱۰۳۸ تنی برای عربستان در سال‌های ۸۳–۱۹۸۱ ساخته شدند. هر یک از این کشتی‌ها ۲۴۵ فوت (۷۵ متر)طول دارند و به هشت موشک ضدکشتی آمریکایی هارپون، یک توپ ۷۶ م‌م سطحی-هوایی ایتالیایی اوتو ملارا، یک سیستم دفاع نزدیک پالاکس ۲۰ م‌م، دو توپ ضدهوایی سوئیسی ۲۰ م‌م اورلیکن، یک خمپاره‌انداز ۸۱ م‌م، دو نارنجک‌انداز مسلسل ۴۰ م‌م، و دو اژدرانداز سه‌تایی آمریکایی ۳۲۴ م‌م ام‌کا ۳۲ مسلح شده‌اند. رادار جستجوی هوایی، رادار جستجوی سطحی، سونار، سامانه جنگ الکترونیک، و فریب‌دهنده‌های راداری از دیگر تجهیزات این ناوچه‌های سبک است که برای ماموریت‌های دفاع ساحلی استفاده می‌شوند.